# Žiga Jeglič
Žiga Jeglič (ur. 24 lutego 1988 w Kranju) – słoweński hokeista, reprezentant Słowenii, dwukrotny olimpijczyk.

## Kariera
- HK Bled U20 (2003-2007)
- HK Bled (2005-2007)
- HD Jesenice Mladi (2007-2009)
- Acroni Jesenice (2008-2011)
- Södertälje (2011-2013)
- Ässät (2013)
- ERC Ingolstadt (2013-2014)
- Slovan Bratysława (2014-2017)
- Torpedo Niżny Nowogród (2017)
- Nieftiechimik Niżniekamsk (2017-2018)
- Slovan Bratysława (2018-)
- PSG Zlín (2019)
- BK Mladá Boleslav (2019-2020)
- Fischtown Pinguins Bremerhaven (2020-)

Wychowanek HK Bled. Grał w drużynie Acroni Jesenice w ramach austriackich rozgrywek EBEL. Od maja 2011 był zawodnik szwedzkiego zespołu Södertälje i w jego barwach grał przez dwa sezony ligi Allsvenskan. W czerwcu 2013 został graczem fińskiego klubu Ässät w rozgrywkach SM-liiga. Od 17 grudnia 2013 zawodnik niemieckiego klubu ERC Ingolstadt. Od maja 2014 zawodnik Slovana Bratysława (wraz z nim do klubu przeszedł jego rodak, Rok Tičar). Od maja do października 2017 zawodnik Torpedo Niżny Nowogród. Od października 2017 zawodnik. Pod koniec października 2018 ponownie został graczem Slovana. W październiku 2019 został wypożyczony do PSG Zlín, a w listopadzie 2019 przeszedł do BK Mladá Boleslav. Po sezonie 2019/2020 odszedł z klubu. W lipcu 2020 przeszedł do Fischtown Pinguins Bremerhaven.
Uczestniczył w turniejach mistrzostw świata w 2010 (Dywizja I), 2011 (Elita), 2012 (Dywizja I), 2013, 2015 (Elita), 2016 (Dywizja I), 2017 (Elita), 2022 (Dywizja I) oraz zimowych igrzysk olimpijskich 2014, 2018.
Podczas turnieju ZIO 2018 20 lutego 2018 poinformowano, że w przypadku Jegliča kontrola antydopingowa wykazała pozytywny wynik występowania w jego organizmie niedozwolonej substancji (fenoterol), w związku z czym zawodnik został zawieszony i zobowiązany do opuszczenia wioski olimpijskiej w ciągu 24 godzin. Wcześniej, w meczu Słowenii przeciw Słowacji 17 lutego 2018 Jeglič wykonał skutecznie najazd w pomeczowej serii rzutów karnych, przesądzając o zwycięstwie 3:2 swojej reprezentacji.

## Sukcesy
Reprezentacyjne
- Awans do Elity mistrzostw świata: 2010, 2012, 2016, 2022

Klubowe
- Złoty medal mistrzostw Słowenii: 2009, 2010, 2011 z Acroni Jesenice
- Złoty medal mistrzostw Niemiec: 2014 z ERC Ingolstadt

Indywidualne
- Mistrzostwa Świata w Hokeju na Lodzie 2010/I Dywizja#Grupa B:
  - Pierwsze miejsce w klasyfikacji asystentów turnieju: 9 asyst[17]
  - Pierwsze miejsce w klasyfikacji kanadyjskiej turnieju: 11 punktów[18]
  - Najlepszy napastnik turnieju[19]
- Mistrzostwa Świata w Hokeju na Lodzie 2012/I Dywizja#Grupa A:
  - Pierwsze miejsce w klasyfikacji skuteczności wygrywanych wznowień: 66,67%[20]
- Mistrzostwa Świata w Hokeju na Lodzie 2013/Elita:
  - Jeden z trzech najlepszych zawodników reprezentacji[21]
- DEL (2013/2014):
  - Czwarte miejsce w klasyfikacji asystentów w fazie play-off: 11 asyst
  - Czwarte miejsce w klasyfikacji kanadyjskiej w fazie play-off: 15 punktów
- Mistrzostwa Świata w Hokeju na Lodzie 2022 (I Dywizja)#Grupa A:
  - Piąte miejsce w klasyfikacji strzelców turnieju: 3 gole[22]
  - Drugie miejsce w klasyfikacji asystentów turnieju: 4 asysty[23]
  - Pierwsze miejsce w klasyfikacji kanadyjskiej turnieju: 7 punktów[24]
  - Trzecie miejsce w klasyfikacji +/- turnieju: +5[25]
  - Skład gwiazd turnieju[26]
  - Najlepszy napastnik turnieju[27]
  - Najbardziej Wartościowy Zawodnik (MVP)[28]